# Khanat
Et khanat er en territorial enhed, der regeres af en khan (også betegnet khagan, khatun eller khanum). Khanater bestod typisk på den Eurasiske steppe og kan sammenlignes med et fyrstedømme eller kongerige.
Khanaterne opstod først hos de seldsjukkiske fyrster (khaner) og herefter hos mongolerne og de efterfølgende tatariske klaner og stammer.
I forbindelse med Mongolernes invasion af Centralasien og senere af Rus' etablerede Djengis Khan under sin regeringstid (1206–1227) en række territorier, der blev givet til Djengis Khans familiemedlemmer som apanage. I forbindelse med interne stridigheder i Det Mongolske kejserdømme, blev det i praksis opdelt i fire khanater: Yuan-dynastiet (omkring det nuværende Kina), Chagatai-khanatet (omkring det nuværende vestlige Kina, østlige Kasakhstan, Tadsjikistan) , Il-khanatet (omkring det nuværende Turkmenistan, Iran, Irak, østlige Tyrkiet) og Den Gyldne Horde (omkring det nuværende sydvestlige Rusland og Ukraine). Med årene blev disse khanater opdelt i yderligere (under)khanater.
Flere af khanaterne konverterede til Islam og blev domineret af herskere af tatarisk/tyrkisk oprindelse.